# Fortipesavis
Fortipesavis (що означає «сильноногий птах») — рід енантіорнітинових птахів крейди (сеноманський ярус) М'янми. Рід містить один вид, Fortipesavis prehendens, відомий за голотипом (YLSNHM01001), зліпком пальців II–IV і частковою лівою цівкою, збереженими у бурштині